# Yoga (Tokyo)
Pour les articles homonymes, voir Yoga (homonymie).
Yōga (用賀) est un quartier de Setagaya à Tokyo.

## Histoire
Pendant l'époque Edo, Yōga était un relais de poste sur la route Ōyama Kaidō qui reliait Edo (ancien nom de Tokyo) à la montagne Ōyama dans la Province de Sagami.

## Quartier
Le Parc de Kinuta se trouve à Yōga. C'est un large espace vert urbain construit en 1957. Ce parc se trouve à 10 minutes de la gare de Yôga et couvre 39 hectares. Le Parc de Kinuta héberge des installations sportives incluant des stades de baseball, un terrain de basketball, et deux piscines (une de 25m sur 50m et un petit bassin).
Le Musée d'Art de Setagaya est situé à un angle du Parc de Kinuta. Ce musée possède une collection permanente riche en photographies (on peut y observer les œuvres de Kineo Kuwabara et de Kōji Morooka).
Yōga est également reconnu pour ses institutions scolaires et accueille de nombreuses écoles primaires, collèges et lycées.  La partie la plus animée de Yoga se trouve autour de la gare de Yoga. On y trouve des supermarchés (OK Store et Fuji Supermarket, entre autres) ainsi que nombreuses petites boutiques commerçantes.

## Entreprises
On retrouve les sièges sociaux de plusieurs grandes entreprises à Yōga :
- Le siège social d'Oracle Corporation dans le Setagaya Business Square
- Le siège social de Shin Caterpillar Mitsubishi (dans le Setagaya Business Square également)